# Doppio senso (linguistica)
Un doppio senso è un vocabolo o frase concepita per essere intesa in due modi diversi. Solitamente, uno dei significati è ovvio, dato il contesto, mentre l'altro può essere meno intuitivo. L'insinuazione può trasmettere un messaggio che sarebbe socialmente imbarazzante, sessualmente allusivo, o offensivo da dichiarare direttamente. L' Oxford English Dictionary descrive un doppio senso come "una parola o una frase aperta a due interpretazioni, una delle quali è solitamente osé o indecente", mentre il Longman Dictionary of Contemporary English lo definisce come "una parola o frase che può essere intesa in due modi diversi, una delle quali è spesso di matrice sessuale".
Un doppio senso può sfruttare i giochi di parole per trasmettere il secondo significato. I doppi sensi si basano generalmente su più significati di parole o interpretazioni diverse dello stesso significato primario. Spesso sfruttano l'ambiguità e possono essere usati per introdurlo deliberatamente in un testo. A volte un omofono può essere usato come gioco di parole. Altrimenti, quando il doppio senso presenta tre o più significati, questo è noto come "triplice senso", ecc.